# جرعة منخفضة من العلاج الكيميائي
تتم دراسة استخدام العلاج الكيميائي بجرعات منخفضة (بالانجليزية: Low-dose chemotherapy) في علاج السرطان لتجنب الآثار الجانبية للعلاج الكيميائي التقليدي تاريخيًا استخدم أطباء الأورام أعلى جرعة يمكن أن يتحملها الجسم من أجل قتل أكبر عدد ممكن من الخلايا السرطانية. بعد العلاج بجرعات عالية يتفاعل الجسم أحيانًا بشدة تصبح العدوى من الأسباب الخارجية تهديدًا رئيسيًا للموت.

## أشكال الجرعات المنخفضة من العلاج الكيميائي
تم اقتراح الأشكال التالية من العلاج الكيميائي بجرعات منخفضة إنها ليست دائمًا علاجات متاحة على نطاق واسع في المستشفيات.

### العلاج الكيميائي بجرعات منخفضة عن طريق الفم
يتم إعطاء المرضى أدوية العلاج الكيميائي عن طريق الفم بشكل متكرر يمكن أن تكون هذه الطريقة فعالة جدًا لبعض أنواع السرطان ويمكن أن تقلل الآثار الجانبية لبعض الأشخاص، المزيد من المرضى يستخدمون العلاج الكيميائي عن طريق الفم أكثر من أي وقت مضى.

#### جرعة منخفضة من العلاج الكيميائي ومضادات الأوعية الدموية
يؤيد آدم ديكر الأستاذ المشارك في كلية جيفرسون الطبية بجامعة توماس جيفرسون في فيلادلفيا أن العلاج الكيميائي يستخدم غالبًا بأعلى الجرعات الممكنة إنهم يعيدون التفكير في العلاج الكيميائي بسبب التأثيرات المضادة لتكوُّن الأوعية من العلاج الكيميائي بجرعة منخفضة الذي يُعطى على أساس أكثر تواترًا من العلاج الكيميائي التقليدي لقد أظهروا نتائج ممتازة ضد تكون الأوعية في المختبر.

##### علاج تقوية الأنسولين بجرعة منخفضة من العلاج الكيميائي
المقال الرئيسي: العلاج المعزز للأنسولين (بالانجليزية: Insulin potentiation therapy)
على الرغم من عدم إثبات ذلك بعد، يشير مؤيدو العلاج بتقوية الأنسولين (IPT) إلى أن الأنسولين يعدل قابلية الخلايا السرطانية للاختراق بواسطة العلاج الكيميائي تفرز الخلايا السرطانية الأنسولين الخاص بها وعامل النمو الشبيه بالأنسولين (IGF) اللذين يعملان معًا لاستهلاك العناصر الغذائية في الجسم لتنمية السرطان تحتوي أغشية الخلايا السرطانية على مستقبلات الأنسولين و IGF بحوالي ستة عشر مرة أكثر من الخلايا الطبيعية، وتتفاعل هذه المستقبلات مع الأنسولين الاصطناعي عندما يتم إعطاء الأنسولين، فإن السرطان يتضور جوعًا للجلوكوز ويولد نشاطًا إنزيميًا يجعل غشاء الخلية أكثر نفاذاً يمتص السرطان عقار العلاج الكيميائي باستخدام نفس الآليات التي تستخدمها الخلايا السرطانية في النمو وقتل الناس، يعتقد المؤيدون أن IPT توجه دواء العلاج الكيميائي مباشرة داخل الخلايا السرطانية تاركة الخلايا الطبيعية وحدها.
يختلف العلاج بالأنسولين عن العلاج الكيميائي بجرعة منخفضة من IPT الأنسولين من تلقاء نفسه ينظم نقل العناصر الغذائية وأكثر في جميع أنحاء الجسم كانت هناك عدة محاولات لاستخدام الأنسولين في وظائف متنوعة ثبت أنها غير حكيمة في علاجات السرطان البيولوجية، يمكن استخدام العلاج المعزز بالأنسولين لإدارة الماندلونيتريل (B17) كخطوة مسبقة للعلاج الكيميائي بجرعة منخفضة من IPT.

## بحث
هناك العديد من الباحثين الآخرين الذين يبحثون عن جرعات منخفضة من العلاج الكيميائي.